# الفرع القصي الترقوي الخشائي للشريان القذالي
الفرع القصي الترقوي الخشائي للشريان القذالي (بالإنجليزية: Sternocleidomastoid branches of occipital artery)‏‏ هو شريان يتفرعُ من شريان قذالي.
ينشأ الفرعان القصي الترقوي الخشائي للشريان القذالي (الشريان القصية الترقوية الخشائية) مباشرة من الشريان القذالي وهما الفرعان الأوليان لهذا الشريان. من غير المألوف أن يتفرع الفرع القصي الترقوي الخشائي السفلي مباشرة من الشريان السباتي الخارجي.
يمر الفرع السفلي للقصية الترقوية الخشائية السفلية الخارجية إلى العصب تحت اللسان قبل أن ينزل إلى مادة العضلة التي اشتق اسمها. يتحول الفرع العلوي للقصّة الترقوية الخشائية من الجذع الرئيسي عند الحدود العميقة للنهاية القريبة من بطن العضلة الخلفية المعوية ، ويتعقب مع العصب الإضافي الشوكي قبل التشجير في القصية الترقوية الخشائية.

## مساره
الفرع القصي الترقوي الخشائي (infraorbital branch of the anterior superior alveolar artery) هو فرع من الشريان القذالي (maxillary artery)، وهو أحد فروع الشريان الخلفي (external carotid artery) في الوجه. ينطلق هذا الفرع من الشريان القذالي في المنطقة البينية بين الفك العلوي والجمجمة. 
مسار الفرع القصي الترقوي الخشائي هو عبوره خلف عظم الخد (zygomatic bone) ومروره عبر القناة القصية الترقوية (infraorbital canal) التي تتواجد أسفل العين وتمر من خلال القاعدة الداخلية للجدار الجمجمي الخارجي للمحجر العيني (orbit)، وتسمى هذه القناة أيضًا القناة القصية التحتيبية.
بعد مرور الشريان عبر القناة، يخرج الفرع القصي الترقوي الخشائي من الجدار الجمجمي من خلال الفتحة القصية (infraorbital foramen) في الوجه، وهي تقع تحت العين وفوق الفك العلوي. بعد الخروج من الجدار الجمجمي، يمتد هذا الفرع في النسيج اللين للوجه، ويقدم تغذية دموية للثنية العلوية للشفة، والبطن العلوي للجنب الأنفي، والجلد المحيط بالمنطقة.
هذا الشريان وفروعه يلعبان دورًا مهمًا في توفير التغذية الدموية لأنسجة الوجه والجهاز التنفسي والجهاز العصبي في تلك المنطقة.